# Arauna
Arauna (hebr. אֲרַוְנָה) – postać biblijna ze Starego Testamentu, Jebusyta, który sprzedał Dawidowi pole w pobliżu Jerozolimy.
Zgodnie z relacją 2 Księgi Samuela Dawid ściągnął na siebie gniew Jahwe po tym, jak przeprowadził spis ludności. Bóg zesłał wówczas swojego anioła, który wytracił siedemdziesiąt tysięcy Izraelitów, zatrzymując się na granicy pola należącego do Arauny. Za radą proroka Gada Dawid postanowił wznieść w tym miejscu ołtarz ofiarny. Arauna zaoferował oddanie ziemi za darmo wraz z niezbędnymi wołami i drewnem, Dawid jednak zapłacił mu za nie 50 sykli srebra (2Sm 24,16-25). Opowieść tę przytacza także 1 Księga Kronik (1Krn 15-28), Arauna nosi tam jednak imię Ornan (אָרְנָן), a wysokość zapłaconej przez Dawida kwoty podana jest jako 600 sykli złota. Rozbieżność ta tłumaczona bywa tym, iż cena z 2Sm odnosiła się do samego miejsca na ołtarz, zaś ta z 1Krn do całego pola. 2 Księga Kronik (2Krn 3,1) łączy lokalizację pola Arauny z miejscem, w którym Salomon wzniósł Świątynię.
Niektórzy bibliści dopatrywali się w postaci Arauny ostatniego jebusyckiego władcy Jerozolimy. Samo słowo arauna pochodzi prawdopodobnie z języka hetyckiego lub huryckiego i jest nazwą godności, a nie imieniem własnym.